# Daniel Goldschmitt
Daniel Goldschmitt (* 22. Dezember 1989) ist ein ehemaliger deutscher Fußballspieler in der Abwehr.

## Karriere
Bis 2005 spielte Goldschmitt in der Jugend des Würzburger FV, wechselte dann zu Kickers Offenbach. Zu Beginn der Spielzeit 2008/09 rückte Goldschmitt dann in das Profiteam der Kickers auf. Sein erster Einsatz fand in der zweiten Runde des DFB-Pokals gegen den Karlsruher SC statt, in der 3. Liga kam er am achten Spieltag gegen den VfR Aalen zum ersten Mal als Einwechselspieler aufs Feld. Goldschmitt spielte in der Innenverteidigung. 2012 musste er seine Karriere aus gesundheitlichen Gründen beenden.